# Poveda - Amico forte di Dio
Poveda - Amico forte di Dio (Poveda) è un film del 2016 diretto da Pablo Moreno.

## Trama
Nel 1936 a Madrid, agli inizi della guerra civile spagnola, il sacerdote cattolico Pedro Poveda viene arrestato dai repubblicani e durante gli interrogatori rievoca le vicende della propria vita, dal servizio ai poveri delle grotte di Guadix all'impegno per l'educazione cristiana del popolo e quindi alla fondazione a Oviedo dell'Istituzione Teresiana, prima di essere condannato alla fucilazione.

## Distribuzione
La pellicola è uscita nei cinema spagnoli il 4 marzo 2016.
In Italia ha debuttato in prima serata su TV2000 il 3 dicembre 2017.